# Rodrigo Bueno
Rodrigo Alejandro Bueno (Córdoba, 24 maggio 1973 – Berazategui, 24 giugno 2000) è stato un cantautore argentino.
Nella sua casa si ascoltava sempre cuarteto, genere musicale molto ascoltato e ballato da quelle parti.
A 11 anni debuttò nel gruppo Chevere e quando ne aveva 15 compose la sua prima canzone: La foto de tu cuerpo. Nel 1987 incise il suo primo album, La foto de tu cuerpo, per l'appunto.
Da Córdoba si trasferì a Buenos Aires. 
Aprendiendo a vivir fu il titolo del suo secondo disco, nel 1988. Alla sua prima apparizione ebbe grande successo.
Nel 1992 registrò un video clip con Marixa Balli.
Nei suoi dischi successivi, Muy bueno del 1992 e Completamente enamorado del 1994, introdusse anche altri ritmi, come salsa e merengue.
Nei successivi anni continuò ad incidere album, sempre di successo: Sabroso nel 1995, La leyenda continúa dal vivo del 1998 a Metropolis, ed ancora Cuarteteando nel 1998, nel 1999 uscì il disco El Potro e lo stesso anno anche Rodrigo a 2000.
All'apice della sua carriera però, nella notte di un venerdì del giugno 2000, verso le 3 della mattina, perse la vita all'età di 27 anni in un incidente autostradale.